# دینامی
دینامی (به ایتالیایی: Dinami) یک کومونه در ایتالیا است که در استان ویبو والنتیا واقع شده‌است.

## خصوصیات
دینامی ۴۴٫۱ کیلومترمربع مساحت و ۳٬۲۵۸ نفر جمعیت دارد و ۲۶۰ متر بالاتر از سطح دریا واقع شده‌است.